# Calliandra angustifolia
Calliandra angustifolia är en ärtväxtart som beskrevs av George Bentham. Calliandra angustifolia ingår i släktet Calliandra och familjen ärtväxter. Inga underarter finns listade i Catalogue of Life.